# 月あかりランチ OZ sings, The last fairy tale.
『月あかりランチ OZ sings, The last fairy tale.』（つきあかりランチ オズシングスザラストフェアリーテール）は、2013年5月31日にEX-ONEより発売されたWindows用18禁恋愛アドベンチャーゲーム。パッケージ版と同時にダウンロード版も発売された。キャッチコピーは「先生、恋心を教えて下さい――」。
『オズの魔法使い』をモチーフに作られた作品で、登場人物にそれぞれの役割が振られている。『真夏の夜の雪物語 -MIDSUMMER SNOW NIGHT-』『フツウノファンタジー』に続くEX-ONEの第3作。前2作では登場キャラクターの担当声優が非公表だったのに対し、今作では公表されている。

## あらすじ
目を覚ますと見知らない夜の教室に居た。
すると、少女に銃を突き付けられ「あなたは誰なのか」と問われるが、記憶がはっきりせず名前と職業を思い出し、志貴晴彦と名乗る。
少女たちも晴彦と同じく深夜の学園・「星影学園」にいつの間にか来ていたと言う。
違う世界の少女たちを元の世界に帰すには少女らの「願い」を叶えなくてはならないらしい。
そして晴彦は「俺がお前たちの願いを叶える、オズの魔法使いだ！」と高らかに宣言すると、学園に明かりが灯り始める。

## 登場人物
主人公の音声はキャラクターの視点が変わった時のみあり。

### 主人公
志貴 晴彦（しき はるひこ）
声 : 三毛猫太郎
教師になりたての青年。教師としてはまだまだ未熟だが熱血漢。
ヒロインらを元の世界に帰すため、「オズの魔法使い」になる事を決意する。図書館で見つけた本「オズの魔法使い」を片手にヒロインらと向き合い、願いを叶えて行こうとする。しかし、個性豊かで四苦八苦する。西野さんにはいいように遊ばれる事が多い。
得意科目は歴史と国語。物語のモチーフは魔法使い。

### ヒロイン
水際 フユ（みぎわ ふゆ）
声 : 浅野ゆず
身長：156cm 3サイズ：B85(D)/W56/H84 血液型：O型
戦争が長く続く世界からやってきた少女。少年兵として生きてきたため戦闘能力はトップクラス。生き抜くための知識やサバイバル能力にも長けており、時折物騒な事を言い出す事がある。年代物の銃を愛用しており、その銃で今までいくつもの修羅場をくぐり抜けてきた相棒と呼べるもの。
戦争しかない世界で暮らしてきたため晴彦が教える「勉学」に疑問を持ち、不要だと考えている。表情にも乏しく、笑ったりすることはほとんどない。喋り方も淡々としており、西野さんから「戦闘人形」と呼ばれる事がある。
得意科目は物理、数学。モチーフはブリキのきこり。
皇 夏乃（すめらぎ なつの）
声 : 鈴藤ここあ
身長：148cm 3サイズ：B78(B)/W55/H80 血液型：B型
機械文明が高度に発展した世界からやってきた少女。高度に機械文明が発展し、機械が人間の生活を管理し争いごとを知らない。その代わりか、頭は良く何でも作れる。生活に役立つ物や戦闘をサポートする物など種類は様々。
クラスではマスコット的存在でムードメーカー。学園に来てからは晴彦ら教師にいろいろ教えられ好奇心を刺激される。 機械の友達を研究しており、今は手のひらサイズが限界だがかなりの高性能。
得意科目は科学、化学。モチーフはかかし。
アブリル＝ポワッソン
声 : 波奈束風景
身長：166cm 3サイズ：B87(E)/W57/H86 血液型：A型
剣と魔法の世界からやってきた少女。元の世界ではある国の王女様で余裕が感じられる態度をとっている。腰には細剣を下げ、ランチタイムには影と戦う事が多い。フユには多少劣るが戦闘能力は高い。
元の世界でも「魔女」と関係しており、学園の謎に興味を持ち謎解きに積極的になる。北山さんとは元いた世界の話題で盛り上がる事が多い。元いた世界では魔物と先陣を切って戦うお姫様だったがいつしか戦う原因となった魔女に脅えている。
得意科目は歴史、外国語。モチーフは臆病ライオン。
アキ
声 : 佐藤しずく
身長：146cm 3サイズ：B72(A)/W48/H75 血液型：AB型
元の世界、名前すら覚えていない記憶喪失の少女。常に大きな本を抱えている。名前がないと不便だと言うことで晴彦にアキと名付けられ気に入っている。晴彦を慕っている心優しい性格。
晴彦と話す時は砕けた感じだが、他の人と話す時は一歩引いた感じで話す事が多い。ミナミさんは例外で敬語で話す事が多い。一度決めた事は諦めずに頑張る頑固な一面を持つ。大人しそうに見えて結構無茶もする行動派。この物語の真のヒロインというべき存在。フユ、夏乃、アブリルシナリオの集大成で物語の鍵とも言える。彼女のシナリオでは彼女がどうしてこの世界に来たのか、自分が誰なのか、自分の願いは何かと全てが明らかになっていく。
得意科目は社会全般。モチーフはドロシー。

### 魔女
西野さん（にしの - ）
声 : 森谷実園
身長：150cm 3サイズ：B73(A)/W55/H72 血液型：?型
晴彦を学園に呼び寄せた魔女。学園では購買部に居る事が多く、どんな物でも取りせる事が出来る。性格が大雑把で細かい事を気にしないタイプ。その性格のせいかアズマさんに直すよう注意されるが本人は気にしてない様子。
魔女としての能力は人形遣い。人形をよく作ってはみんなの前でお披露目しており、それを自在に操る事が出来る。また、影も自分の支配下に置き操る事が出来る。
得意科目は図工。モチーフは西の魔女。フユとリンクしており、フユの世界で戦争を始める原因を作った張本人。フユを「戦闘人形」と呼ぶ事がある。
アズマさん
声 : 五行なずな
身長：160cm 3サイズ：B83(C)/W58/H82 血液型：?型
学園内を制服姿で徘徊する魔女。キツい性格をしており、晴彦らに会えばキツイことを言う事が多い。しかし、それは晴彦らの身の心配しての事だったりと実は優しい性格。
魔女としての能力は不明だが、学園のあらゆる場所を行き来する事が出来る鍵を管理している。西野さんの性格を治そうと注意するも聞き入れて貰えない。夏乃より科学に精通した部分があり懐かれている。
得意科目は数学。モチーフは東の魔女。夏乃とリンクしており、夏乃の元いた世界の時間より未来の世界から来た魔女。そのため夏乃の作った友達をいとも簡単に支配下における。
ミナミさん
声 : 千津ころね
身長：162cm 3サイズ：B89(F)/W59/H90 血液型：?型
晴彦と同じく教師を務める魔女。晴彦が来てからは副担任になりサポートしている。穏やかな性格で争いごとを嫌っている。優しい丁寧な口調で聞き役に回る事が多いため、晴彦の相談によく乗っている。
魔女としての能力は占い。元から未来視ができ、それを元に様々な事を占ってくれる。当たる確率はほぼ100%のため、悪い結果にならないように願っている。最近は占星術に凝っているらしい。
得意科目は語学全般。モチーフは南の魔女。アキとリンクしており、ずっと先の未来から来た魔女。あまりにもよく当たる未来視のため魔女認定された程の強力な能力の持ち主。
北山さん（きたやま - ）
声 : 響玲二
学園で養護教諭をしている魔女。魔女と呼ばれる存在だが、歴とした男性。職員室の隣に保健室を構え、そこの主。コーヒーや紅茶を振舞い、憩いの場を提供している。拘りがあるらしく、かなり美味しい。紳士な態度で接してくる。
魔女としての能力は魔術。元々魔術に長けた魔道士だったためどんな魔術も操る事が出来る。学園ではその魔術を使いけがなどを治療してくれる。
得意科目は歴史、物理。モチーフは北の魔女。アブリルとリンクしており、アブリルの世界に魔物が出現する原因を作った魔道士。アブリルからすれば敵とも言う存在だが、本人はあまり気にしていない様子。

### サブキャラクター
ハル
声 : 佐和真中
学生時代の晴彦そのもの。同じ名前が2人いるとややこしいのでハルと名乗る事にした。
得意科目は歴史と国語。物語のモチーフはトト。

## 用語
星影学園（ほしかげがくえん）
どこかの世界に存在する学園。周囲は森に囲まれており、敷地内からは出ることは不可能。学園を破壊することは不可能でフユやアブリルの武器を使っても破壊は不可能。また、一日中夜のため明かりの灯っていない場所は暗い。人（ここではヒロイン）の機微から周囲の季節を変える事や使える教室が増えたりするなど不明な部分が多い。
魔女
一般に言う魔女とは多少異なり、人智を越えた人物の事を指す。そのため、女性に限らず男性も含まれる。普段は人間に対し理性が働き「食べる」ことはないが、ランチタイム（後述）になると凶暴性が増し、理性が効かなくなり襲ってしまう可能性があるため、極力、出会う事を避けるようにしている。
ヒロインらと繋がった存在でその魔女が消えるとそのヒロインも星影学園から消え、基の世界へと戻ってしまう。
影
ランチタイムになると現れる存在。ランチタイムになると活発化し人間を襲う。晴彦が学園にやってきてから凶暴性が増したらしい。個々は大したことはないが集団となると強力な力を持つ。正式な名称は不明だが、人の影の形をしている事が由来。
ランチタイム
深夜0時から1時間の特別な時間。魔女と影が活発化する時間。校内放送ではじまりと終了を教えてくれる。
「オズの魔法使い」の写本
晴彦が図書館で見つけたヒロインらのプロフィールが書かれた本。ヒロインらと親交を深めるとその都度ページが増え、彼女らの「願い」が明らかとなっていく。また、ヒロインらが抱える問題も書かれる。基本的に晴彦が管理している。ミナミさんからは魔女に見せないよう注意される。

## スタッフ
- キャラクターデザイン・原画 - 高階@聖人
- シナリオ - サイトウケンジ、代瀬涼、深山ユーキ
- サウンド - 羽鳥風画、OdiakeS、難波研

## 主題歌
オープニングテーマ「月あかりFAIRY TALE」
作曲・編曲 - 羽鳥風画 / 作詞 - 月見里征四郎 / 歌 - 生天目仁美
エンディングテーマ「After Graduation」
作曲・編曲 - 羽鳥風画 / 作詞・歌 - theta

## 体験版
公式サイトにて2013年4月27日に体験版が公開され、5月16日には体験版第2弾が公開された。いずれにもHシーンが含まれており、第2弾では水際フユ編の全シナリオがプレイ可能。

## 関連ディスク
月あかりランチ ORIGINAL SOUND TRACK
予約キャンペーン特典。オープニングテーマ、エンディングテーマのフルバージョンを含め、ゲーム中の音楽35曲を収録したCD。
| #   | タイトル                                                | 作詞 | 作曲     | 時間 |
| --- | ------------------------------------------------------- | ---- | -------- | ---- |
| 1.  | 「月あかりFAIRYTALE」(歌：生天目仁美)                   |      | 羽鳥風画 | 4:49 |
| 2.  | 「月あかり FAIRY TALE (instrumental)」                  |      | 羽鳥風画 | 4:49 |
| 3.  | 「『魔法使いの記憶』 Nostalgic ver.」                   |      | 羽鳥風画 | 1:08 |
| 4.  | 「真夜中ティーパーティー」                              |      | 羽鳥風画 | 1:55 |
| 5.  | 「欲望・願望・月籠り」                                  |      | 羽鳥風画 | 1:43 |
| 6.  | 「毎日アフタヌーン」                                    |      | 羽鳥風画 | 1:49 |
| 7.  | 「夜話ムーンライト」                                    |      | 羽鳥風画 | 1:40 |
| 8.  | 「学級崩壊?」                                           |      | 羽鳥風画 | 1:40 |
| 9.  | 「学級崩壊? Aggressive ver.」                           |      | 羽鳥風画 | 1:38 |
| 10. | 「月想曲 -nocturne-」                                   |      | OdiakeS  | 1:27 |
| 11. | 「箱庭の優しい夜」                                      |      | OdiakeS  | 1:32 |
| 12. | 「機械人形の冬 -winter's edge-」                        |      | 羽鳥風画 | 1:47 |
| 13. | 「真夏のイノセンス -It's a summery flower-」            |      | 難波研   | 0:57 |
| 14. | 「ラ・プランセス・プランタン -La Princesse printemps-」 |      | OdiakeS  | 1:34 |
| 15. | 「フォール・イン・シンドローム -fall in syndrome-」     |      | 羽鳥風画 | 1:33 |
| 16. | 「月影の魔女 The Road to Oz ver.」                      |      | 羽鳥風画 | 1:35 |
| 17. | 「月影の魔女 The Magic ver.」                           |      | 羽鳥風画 | 1:37 |
| 18. | 「月影の魔女 The Wonderful Wizard ver.」                |      | 羽鳥風画 | 1:35 |
| 19. | 「Hide In Shadow」                                      |      | 羽鳥風画 | 1:24 |
| 20. | 「校内散策 -School Dungeon-」                           |      | 羽鳥風画 | 1:58 |
| 21. | 「終焉の兆し」                                          |      | OdiakeS  | 1:19 |
| 22. | 「疾走深夜」                                            |      | 難波研   | 1:24 |
| 23. | 「真実の果実」                                          |      | 羽鳥風画 | 1:47 |
| 24. | 「手探りの授業」                                        |      | 難波研   | 1:11 |
| 25. | 「零れ落ちる想い」                                      |      | 難波研   | 2:50 |
| 26. | 「願いと祈り」                                          |      | 難波研   | 2:10 |
| 27. | 「窓辺のアルバム」                                      |      | 難波研   | 2:03 |
| 28. | 「開け放たれた扉」                                      |      | 羽鳥風画 | 3:44 |
| 29. | 「『魔法使いの記憶』 In Dream ver.」                    |      | 難波研   | 2:38 |
| 30. | 「Choir」                                               |      | 難波研   | 1:35 |
| 31. | 「繋いだ鼓動」                                          |      | OdiakeS  | 1:40 |
| 32. | 「結ばれる夜」                                          |      | 難波研   | 2:28 |
| 33. | 「重なる愛しさ」                                        |      | 難波研   | 1:29 |
| 34. | 「After Graduation」(歌：theta)                         |      | 羽鳥風画 | 5:06 |
| 35. | 「After Graduation (instrumental)」                     |      | 羽鳥風画 | 5:07 |
月あかりランチ デジタルコンテンツディスク
ソフマップ購入特典。未使用CG差分、高解像度メインビジュアル、スマートフォン用アイコンセット、ヒロイン&サブヒロイン裸立ち絵データ、月あかりランチ最初期企画書PDFデータ、SDキャラデータを収録。

## 参考資料
- 月あかりランチ OZ sings, The last fairy tale. - Getchu.com